# روث جيبيت
روث جيبيت (بالإنجليزية: Ruth Jebet) (مواليد 17 نوفمبر 1996) عداءة مسافات متوسطة بحرينية الجنسية كينية المولد متخصصة في سباق 3000 متر موانع.
هاجرت جيبيت إلى البحرين في فبراير 2013. في أبريل فازت بسباق 3000 متر و5000 متر في بطولة المدارس الثانوية الكينية.
شاركت جيبيت لأول مرة باسم البحرين في البطولة العربية لألعاب القوى 2013 عندما حلت ثانية خلف المغربية سليمة والي العلمي في سباق 3000 متر موانع بزمن قدره 9:52.47 دقيقة وهو رقم قياسي بحريني. تطور مستوى جيبيت في يوليو عند المشاركة في بطولة آسيا لألعاب القوى 2013 عندما تصدرت السباق وأنهته في المركز الأول. هزمت المرشحة للفوز بالسباق بطلة دورة الألعاب الآسيوية سودها سينج بأكثر من خمس عشرة ثانية حيث سجلت زمن قدره 9:40.84 دقيقة وهو رقم قياسي جديد في البطولة. بعد نهاية البطولة تصدرت التصنيف كأفضل عداءة موانع في آسيا للعام.
في عام 2014 فازت ببطولة العالم للناشئين لألعاب القوى 2014 في عمر السابعة عشر فقط متقدمة على عدائتين كينيتين. في الشهر نفسه في زيوريخ ويلتكلاس حققت رقم قياسي آسيوي قدره 9:20.55 دقيقة بفارق 13 ثانية عن تحطيم الرقم القياسي العالمي لتحتل المركز الحادي والثلاثين في كل العصور.

## روابط خارجية
- روث جيبيت على موقع الاتحاد الدولي لألعاب القوى (الإنجليزية)
- روث جيبيت على موقع الدوري الماسي (الإنجليزية)
- روث جيبيت على موقع اللجنة الأولمبية الدولية (الإنجليزية)
- روث جيبيت على موقع أوليمبيديا (الإنجليزية)